# TV Grama
TV-Grama fue una revista quincenal chilena dedicada al espectáculo que nació el 28 de noviembre de 1986 como una revista semanal. Pertenecía a Holanda Comunicaciones S.A. y era considerada la revista líder en ventas de las publicaciones nacionales.
Entre 1993 y 2014 se entregaron los Premios TV-Grama, en donde se galardonaba a programas y personajes de la televisión chilena, lo que se constituyó en una verdadera tradición del medio artístico chileno.

## Historia

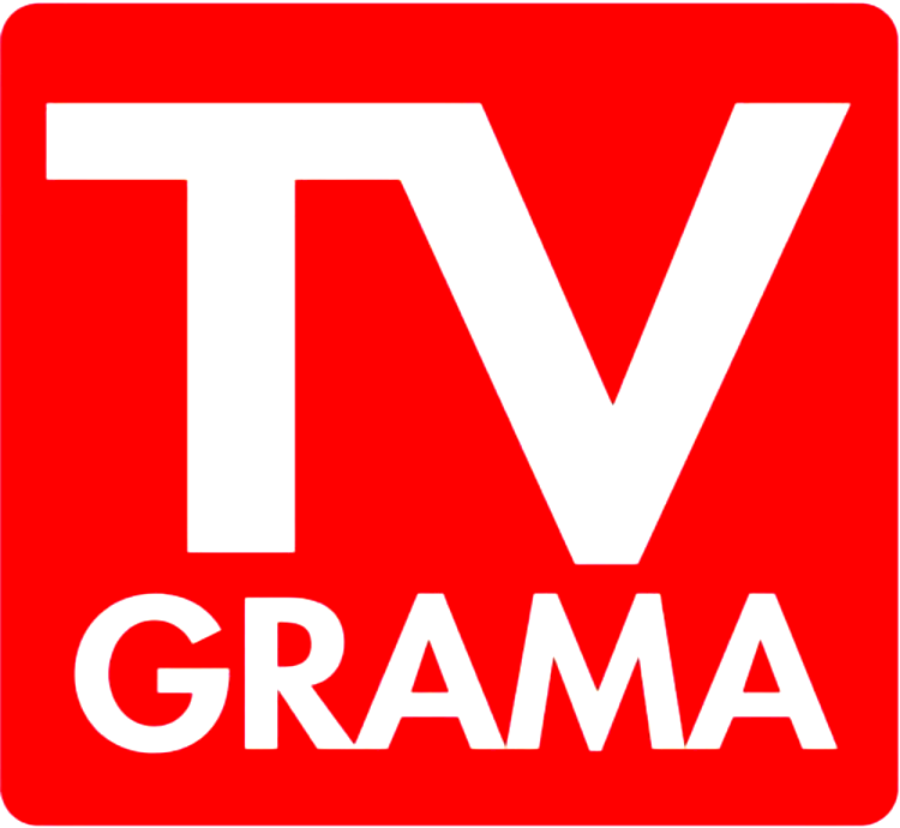
Logotipo de TV-Grama entre 2009 y 2012.

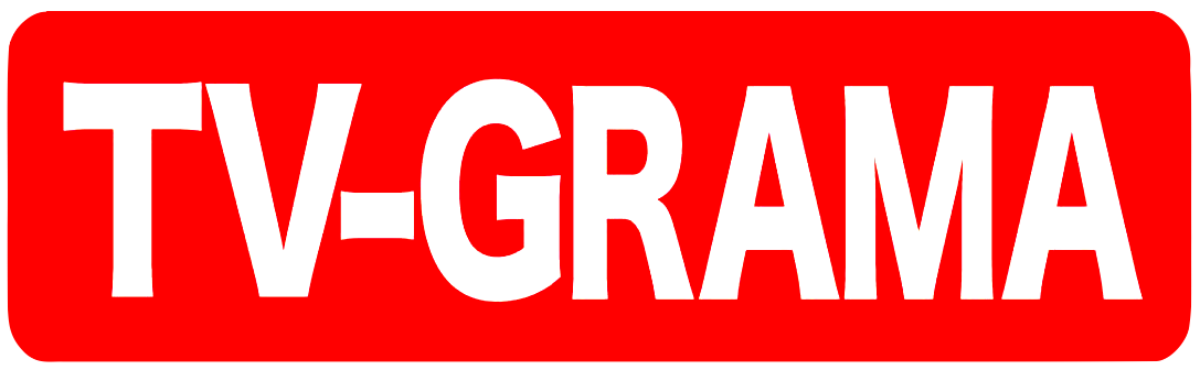
Logotipo de TV-Grama entre 2013 y 2015.

La revista TV-Grama inició su circulación el viernes 28 de noviembre de 1986. En ese entonces, aparecían las programaciones semanales de UCV Televisión, Televisión Nacional de Chile, Canal 9 (la antigua Señal 2 de TVN), Canal 11 Universidad de Chile Televisión, Canal 13 Universidad Católica de Chile Televisión, Telenorte y Canal 5 de Concepción. 
Una característica de TV-Grama era entregar regalos con cada edición (generalmente pósteres y fotos autografiadas). Con el nacimiento de Megavisión en octubre de 1990, La Red Canal 4 en mayo de 1991, Canal 2 Rock & Pop y Gran Santiago Televisión en agosto y diciembre de 1995, TV-Grama dejó de publicar las programaciones de Canal 5 de Concepción y Telenorte.
Durante esos años, TV-Grama continuó la publicación de la programación televisiva semanal, incluso de algunos canales que en la actualidad ya no existen como Rock & Pop Televisión (1995-2000) y Gran Santiago Televisión (1995-2000). También de la programación de los canales de los cableoperadores TV Max (1991-1992), TV Cable Intercom (1991-1995) y Metrópolis/Intercom (1996-2005).
También fueron relevantes los rankings musicales que preparaba TV-Grama, dividiéndose en un principio en AM para los temas en español y en FM para las canciones juveniles, tanto en inglés como en español, sobre la base de la información que proporcionaban las mismas radioemisoras AM y FM de Santiago y regiones. A partir de noviembre de 1999 se dividieron los rankings bajo los nombres de Top 20 Latino y Top 20 Anglo.
En noviembre de 2006, TV-Grama sufre un cambio estético, adoptando un logo similar al de la revista estadounidense TV Guide.
Durante esos años, cada edición de TV-Grama se presentó las programaciones semanales de Telecanal, La Red, UCV Televisión, Televisión Nacional de Chile, Mega, Chilevisión, Canal 13, +Más Canal 22 y Liv TV, además de los canales de TV cable HBO, Cinecanal y Vía X.
Más adelante, en noviembre de 2009, sufrió un cambio rotundo TV-Grama y su circulación, ya que comienza a aparecer cada 15 días (quincenal) y se presentaba la programación doble de los canales abiertos, y fueron eliminados, dos canales de cable salvo uno (Vía X).
A mediados de enero de 2010, TV-Grama volvió a ser semanal y se renovó la programación semanal, agregando los canales de TV cable Cinemax y The Film Zone.
Debido a varios problemas en la edición y con el auge de la emisión de programas de farándula y las guías interactivas de televisión por cable y satélite, TV-Grama volvió a ser quincenal, pero la programación simplemente fue semanal.
Desde marzo de 2011, la revista tuvo su edición adolescente-juvenil llamada TV-Grama Pop, que mostraba reportajes de jóvenes cantantes y actores. 
Publicó su última edición el 30 de abril de 2015, poco antes del anuncio de cierre de Holanda Comunicaciones.

## Remate de TV-Grama (30 de noviembre de 2016)
El 30 de noviembre de 2016, Juan Ignacio Oto Larios vendió TV-Grama a un empresario, un año después de la quiebra de Holanda Comunicaciones, empresa editorial que editaba la revista y organizaba los premios que llevaban el nombre de dicha revista.